# Pleasantville (film)
A Pleasantville 1998-ban bemutatott amerikai fantasy filmvígjáték-dráma, melynek forgatókönyvírója, filmrendezője és társproducere Gary Ross. A főbb szerepekben Tobey Maguire, Jeff Daniels, Joan Allen, William H. Macy, J. T. Walsh, Reese Witherspoon, Don Knotts, Paul Walker, Marley Shelton, és Jane Kaczmarek látható.
Az Amerikai Egyesült Államokban 1998. október 23-án mutatták be a mozikban.

## Történet
|  | Alább a cselekmény részletei következnek! |

David (Tobey Maguire) és Jennifer (Reese Witherspoon) ikrek, akik ugyanabba a középiskolába járnak. Jennifer főleg a külsejével, kapcsolataival és a népszerűségével törődik, míg Davidnek kevés barátja van, és folyton tévét néz. Egy este az anyjuk (Jane Kaczmarek) egyedül hagyja őket otthon, amíg elmegy egy randevúra a barátjával. Jennifer egy koncertet szeretne nézni a barátjával, míg David a kedvenc sorozatának, a Pleasantville-nek maratoni adását.
A Pleasantville egy 50-es évek beli fekete-fehér vígjáték, ami az idillikus Parker családról szól. Georgeról (William H. Macy), a feleségéről, Bettyről (Joan Allen), és a két gyerekükről, Bud és Mary Sue-ról. David minden részt tökéletesen ismer, és meg akarja nézni a maratont, hogy megnyerhessen egy 1000 dolláros vetélkedőt. Összevesznek a távirányítón, ami eltörik, és nélküle a TV nem kapcsolható be. Ekkor megjelenik a semmiből egy rejtélyes Tv szerelő, aki kérdezgeti Davidet a Pleasantvilleről, majd ad neki egy furcsa, régies távirányítót. Amint a szerelő elmegy, a testvérek folytatják a harcot, és közben a távirányítóval bekerülnek a tévébe, egyenesen Parkerék nappalijába. David vitatkozni próbál a szerelővel (aki most Parkerék Tv-jén keresztül beszél velük), de csak elüldöznie sikerül. Így azt kell színlelniük, hogy ők Bud és Mary Sue Parker.
Jennifernek először nem tetszik ez a másik élet, de Daviddel hamarosan olyan dolgokat honosítanak meg a városban, mint személyi szabadság, szex, művészet, irodalom. Kiderül ugyanis, hogy ez a világ korántsem tökéletes: semmi „rossz” nem létezik, de tűz sem, és a könyvek is üresek. Pleasantville hirtelen elkezd megváltozni, és korábban fekete-fehér emberek és tárgyak öltenek magukra gyönyörű színeket. David elkezd érezni egy olyan kötődést, amit a valódi világban hiányolt, így amikor a TV szerelő újra megjelenik, és leszidja a műsor jelentős megváltoztatásáért, kikapcsolja a készüléket, ezzel elszalasztva a lehetőséget a hazatérésre. Közben a lakosok elkezdik élvezni az új jelenségeket.
A városvezetők, akik az új jelenségeket a morális értékek lebontásaként értékelik, változatlanok maradnak. Szintén fekete-fehér marad néhány fiatal is. Közben új jelenségek ütik fel a fejüket, lázadások kezdődnek, miután Bill Johnson az étterme ablakára fest Bettyről egy képet. Az ablakot betörik egy paddal, a boltot szétverik, a könyveket elégetik. Minden színes embert kiközösítenek. Bud/David eközben egyre inkább vezetővé válik, és ellenállást szít az új szabályok ellen, amik megtiltják a könyvtárba járást, a színes festékek használatát, a zenehallgatást. Budot és Billt letartóztatják a színes festékek használatának tilalmának megsértéséért, és megtartják Pleasantville első bírósági tárgyalását, de végül a teremben mindenki kiszínesedik, és amikor a polgármestert szembesítik a ténnyel, hogy ő is megváltozott, fejvesztve kimenekül.
Végül az egész város kiszínesedik, és a fő utca, ami eddig magába tért vissza, elvezet már a világ más részeire is.
Jennifer úgy dönt, itt akar maradni, így David miután elbúcsúzott új barátaitól, egyedül tér haza.
|  | Itt a vége a cselekmény részletezésének! |

## Szereplők
| Színész           | Szerep                     | Magyar hang     | Leírás                                                                                      |
| ----------------- | -------------------------- | --------------- | ------------------------------------------------------------------------------------------- |
| Tobey Maguire     | David / Bud Parker         | Markovics Tamás | Félénk középiskolás fiú, akinek alig vannak barátai, és inkább otthon él a TV álomvilágában |
| Reese Witherspoon | Jennifer / Mary Sue Parker | Roatis Andrea   | David jóval magabiztosabb ikertestvére                                                      |
| Jeff Daniels      | Bill Johnson               | Rosta Sándor    | David főnöke                                                                                |
| Joan Allen        | Betty Parker               | Kovács Nóra     | Tipikus 1950-es évekbeli háziasszony                                                        |
| William H. Macy   | George Parker              | Harsányi Gábor  | Tipikus 1950-es évekbeli dolgozó apa                                                        |
| J. T. Walsh       | Bob polgármester           | Konrád Antal    |                                                                                             |
| Paul Walker       | Skip Martin                | Németh Kristóf  |                                                                                             |
| Marley Shelton    | Margaret Henderson         | Solecki Janka   |                                                                                             |
| Don Knotts        | tévészerelő                | Verebély Iván   | Kicsi, de fontos szerepe van, teljesíti David álmát, hogy bekerülhessen a sorozatba         |
| Jane Kaczmarek    | David és Jennifer anyja    | Hirling Judit   |                                                                                             |

J. T. Walsh ebben a filmben szerepelt utoljára, a forgatás után nem sokkal szívrohamban hunyt el.

## Érdekességek
A film teljes egészében színesben lett felvéve, majd digitálisan beszkennelték (2K felbontással), és utólag alakították ki a kontrasztot a színes és fekete-fehér részek között.

## Fordítás
- Ez a szócikk részben vagy egészben  a   Pleasantville (film) című angol Wikipédia-szócikk fordításán alapul.  Az eredeti cikk szerkesztőit annak laptörténete sorolja fel. Ez a jelzés csupán a megfogalmazás eredetét és a szerzői jogokat jelzi, nem szolgál a cikkben szereplő információk forrásmegjelöléseként.